# Grand Prix Hassan II 2000
Il Grand Prix Hassan II 2000  è stato un torneo di tennis giocato sulla terra rossa.
È stata la 16ª edizione del Grand Prix Hassan II,
che fa parte della categoria International Series nell'ambito dell'ATP Tour 2000.
Si è giocato al Complexe Al Amal di Casablanca in Marocco, dal 10 aprile al 17 aprile 2000.

## Campioni

### Singolare
Fernando Vicente ha battuto in finale  Sébastien Grosjean con il punteggio di 6–4, 4–6, 7–6(3).

### Doppio
Arnaud Clément /  Sébastien Grosjean hanno battuto in finale  Lars Burgsmüller /  Andrew Painter con il punteggio di 7–6(4), 6–4.